# На части
«На части» — шестой студийный альбом уфимской группы Lumen. Записан в Уфе в 2012 году и сведён за пределами России  Робом Хиллом. Выпущен 1 октября 2012 года. «Наше радио» начало презентацию песен с альбома за 10 дней до официального релиза. 19 октября выпущена дополненная версия альбома.
С альбома было выпущено три радиосингла, которые попали в хит-парад Нашего радио Чартова дюжина: «Не простил», «На части» и «Небо в огне».

## Описание
Заглавный трек «Не простил» — дань уважения участникам протестных политических акций. Несмотря на то, что в клипе используются кадры «Марша миллионов», сама песня была написана за год до этих событий. Песня «Нули и единицы» посвящена тотальной цифровизации, о которой группа отзывается негативно. «Сталь» — про то, что не все проблемы, к сожалению, можно решить миром. За ней следом в качестве противопоставления идет антивоенная «Небо в огне». Трек «Карусель» описывает современный мир, который не оправдал ожиданий прошлого, метафорически, люди находятся на огромном аттракционе, на котором далеко не всем весело. Сингл «На части» — самый популярный клип на YouTube, он собрал 1,7 миллиона просмотров (по состоянию на февраль 2024 года). Песня также имеет связь с прошлым треком, если «Карусель» рассказывает про сам мир, где не у каждого есть счастье, то «На части» описывает конкретного человека, который находится в этом мире в поисках счастья. «Твой путь» описывает неправильные, с точки зрения группы, пути человека — в частности, алкоголизм и карьеризм. Песня «Птица» описывает борьбу — нужно не сдаваться. «Звезда» — это некое продолжение песни из прошлого студийного альбома «Мир» — «Дотянуться до звезды», откуда был заимствован припев. Трек «Марш согласных» — аллюзия на «Марши несогласных». Песня описывает мир, где все якобы со всем согласны, а если кто-то не согласен, то «машина вселенской лотереи» сделает выбор, и человек даже не узнает, что с ним произойдет. «Кошмар» прямолинейно описывает смысл, заложенный авторами: «Нет, это не фрагменты кошмара, это твой кусочек земного шара». Песня говорит о том, что наш реальный мир далеко не радужен, и не все кошмары остаются в наших снах. Завершающий трек «Дух времени» описывает современный мир глобализации, который уменьшается, и где новости о различных катастрофах становятся объектом интереса многих людей.

## Список композиций
| №   | Название                            | Длительность |
| --- | ----------------------------------- | ------------ |
| 1.  | «Не простил»                        | 4:10         |
| 2.  | «0010000000010010 (Нули и единицы)» | 3:02         |
| 3.  | «Сталь»                             | 4:39         |
| 4.  | «Небо в огне»                       | 4:53         |
| 5.  | «Карусель»                          | 4:59         |
| 6.  | «На части»                          | 4:57         |
| 7.  | «Твой путь»                         | 3:46         |
| 8.  | «Птица»                             | 4:57         |
| 9.  | «Звезда»                            | 4:16         |
| 10. | «Марш согласных»                    | 3:40         |
| 11. | «Кошмар»                            | 4:21         |
| 12. | «Дух времени»                       | 5:52         |